# Николай Макариополски
Николай е български духовник, богослов, макариополски епископ на Българската патриаршия.

## Биография

### Ранни години
Роден е на 17 април 1908 година в търновското село Ресен със светското име Николай Гаврилов Кожухаров. В 1928 година завършва Софийска духовна семинария. В същата година замонашва на 24 юни 1928 година. По-късно е ръкоположен за дякон от епископ Паисий Знеполски. В 1932 година завършва Богословския факултет на Софийския университет с отличие. На 26 март 1933 година е ръкоположен за презвитер.
От 1932 година е назначен за секретар на Врачанската митрополия. На 26 март 1933 година е ръкоположен за презвитер. През 1934/1935 година йеромонах Николай е на специализация в Старокатолическия богословски факултет в град Берн, Швейцария. През 1935/1936 година е заместник ректор на Софийската духовна семинария „Свети Йоан Рилски“. През 1936 година е назначен за протосингел на Врачанската митрополия. На 7 януари 1939 година получава офикията архимандрит. От 1939 година до 1941 година архимандрит Николай е началник на културно-просветния отдел при Светия синод. От 1941 година до 1944 година архимандрит Николай е ректор на Софийската семинария.

### Репресия от комунистическата власт
Архимандрит Николай се изказва рязко срещу комунизма. В статията си „Две системи – два свята“, публикувана в списание „Идеи и дела“ в 1943 година архимандрит Николай пише: „В продължение на 23 години Русия е опитно поле за прилагане на болшевишката идеология. Лозунгите, в името на които бе извършена революцията – свобода, братство, равенство, бяха безсрамно профанирани... Оръжието на болшевизма е омразата.“
В 1943 година заедно с архимандрит Йосиф Диков и архимандрит Стефан Йовков участва в комисиите за клането на полски офицери и граждани от съветските войски в Катин и Виница през 1943 година.
След Деветосептемврийския преврат в 1944 година е извикан в милицията за „малка справка“. Подложен е на жестоки изтезания и седем месеца роднините му са в неизвестност за съдбата му. В 1945 година е привлечен като обвиняем от така наречения Народен съд заради участието си в комисията за Виница и Катин. Обвинението е, че тримата архимандрити са „станали оръдие на германския пропаганден монтаж“ за убийството на полски офицери в Катин и за масовите разстрели на граждани в град Виница. Архимандрит Николай е обявен за „поклонник на Хитлер“. Осъден е от Третия състав на Народния съд на пет години строг тъмничен затвор, глоба 100 000 лева и лишаване от права за осем години. Движимото и недвижимото му имущество се отнема в полза на държавата. Присъдата е окончателна и не подлежи на обжалване.

### Макариополски епископ
На 3 януари 1954 година е ръкоположен в катедралата „Свети Александър Невски“ в София за титулярен макариополски епископ. Директор е на Духовната академия от 1954 до 1973 година. От 1961 до 1971 година е предстоятел на патриаршеската катедрала „Свети Александър Невски“. По-късно е сътрудник на културно-просветния отдел към Светия Синод. От началото на 1980 година до смъртта си епископ Николай е „епископ на разположение“ на Светия синод.
Умира на 19 юли 1981 година в София.
В 2010 година с поправка в Закона за политическа и гражданска реабилитация се реабилитират осъдените от Третия върховен състав на Народния съд за съдене на българските експерти в комисиите за Катин и Виница, сред които е и епископ Николай.

## Трудове
Епископ Николай е виден богослов, художник и композитор на църковна музика и художник. Автор е на „Наръчник по православна литургика“, „Светата евхаристийна жертва (изяснение на православната литургия)“, „Светата Евхаристия. Литургично-екзегетическо изследване“, „Богословие на светата Евхаристия“, проповедническия двутомник „Глас на благовестието“, „Вяра, надежда, любов – Закон Божий“ (в съавторство с архимандрит Серафим) и други.
Негови са църковно-певческите композиции „Патриаршеска кантата“, „Милост мир“, „Блажен муж“. Епископ Николай записва църковни песнопения от различни райони на страната.